# Jef Vermeiren
Jef Vermeiren, né le 20 décembre 2000, est un athlète belge, spécialisé dans le saut en hauteur.

## Biographie
En mai 2023, il devient champion flamand de saut en hauteur à Gand, avec un saut de 2,21 m. Il remporte en 2024 un titre de champion de Belgique en salle, à 2,10 m. Il se donne pour objectif d'accéder aux Championnats d'Europe d'athlétisme 2024 à Rome.
Il est membre de l'AC Lichtaart Club (ACHL).

## Records personnels

### En extérieur
| Discipline      | Performance | Date         | Lieu      |
| --------------- | ----------- | ------------ | --------- |
| Saut en hauteur | 2,24 m      | 1er mai 2023 | Herentals |

### En salle
| Discipline      | performance | Date             | Lieu    |
| --------------- | ----------- | ---------------- | ------- |
| Saut en hauteur | 2,27 m      | 28 décembre 2022 | Ostende |

## Palmarès

### Saut en hauteur
- 2024 :  Championnat de Belgique en salle– 2,10 m
- 2023 :  Championnat de Belgique d'athlétisme en salle – 2,10 m
- 2022 :  Championnat de Belgique d'athlétisme  – 2,13 m